# Димонци
Димонци (грч. Άγιος Χαράλαμπος, Агиос Хараламбос) је насељено место у општини Кукуш у периферији Средишња Македонија, Грчка. Према попису из 2021. године било је 83 становника.
Према бугарском географу и историчару, Василу Канчову, у Димонцу је 1900. године живело 70 Словена хришћана. Током Другог балканског рата село је настрадало од грчке војске а становништво је протерано (већина је избегла у околину Струмице). Године 1924. насељене су грчке избегличке породице. На попису из 1928. године Димонци су имали 110 становника.